# Maria Amália da Áustria (1724–1730)
Maria Amália da Áustria (Viena, 5 de abril de 1724 – Viena, 19 de abril de 1730) foi uma arquiduquesa austríaca e filha mais nova do imperador Carlos VI do Sacro Império Romano-Germânico e de Isabel Cristina de Brunsvique-Volfembutel. Era irmã mais nova da imperatriz Maria Teresa da Áustria.

## Biografía
Maria Amália nasceu no Palácio Imperial de Hofburg em Viena, Áustria. Ela e suas irmãs Maria Teresa e Maria Ana foram as únicas filhas sobreviventes de Carlos VI, imperador do Sacro-Império-Romano e de Isabel Cristina de Brunsvique-Volfembutel. Seu irmão mais velho e herdeiro de seus pais, Leopoldo João, morreu aos seis meses. Por ser uma mulher, seu nascimento não foi de todo bem recebido por seu pai, e levaria meses até que ele se preparasse para tratá-la com gentileza.
Ela morreu em 19 de abril de 1730 em Viena, aos 6 anos de idade. Maria Amália foi o último membro nascido da casa dos Habsburgo de Áustria. Após a morte de seu pai, sem filhos, a coroa imperial passou para Francisco Estevão de Lorena, seu genro, como consorte de Maria Teresa. A dinastia dos Habsburgos de Áustria ultimou. Maria Teresa e Francisco Estevão iniciaram a dinastia Habsburgo-Lorena.